# スタジオ サインポスト
株式会社スタジオ サインポスト（英: St.Signpost.CO.,Ltd.）は、日本のアニメ制作会社。株式会社ぴえろの子会社。日本動画協会準会員。

## 沿革

### 前史
登記上の設立年月日は1959年3月10日とされており、登記簿の事業内容から雑誌広告代理店が源流と思われるが、アニメーション制作を開始した1989年以前の事業の詳細は不明である。

### スタジオ旗艦設立～ぴえろ傘下入りと商号変更
日本シネテレビコーポレーション、アーバンプロダクトなどで映画プロデューサーを務めていた草野啓二が、自身が席を置いていたアニメーション21の経営難を機に独立し、練馬スタジオを母体に1993年4月12日に株式会社スタジオ旗艦（スタジオきかん）として改組・設立。これが現在のサインポストの事実上の創業となる。設立には竜の子プロダクション（現：タツノコプロ）やサンライズを経て、自身が主宰するスタジオユニコーン出身でアニメーション21および親会社であるSTAFF21に勤めていた栃平吉和も加わった。なお、アニメーション21に籍を置いていたタツノコ系の人材は殆ど引き継がれなかった。
アニメーション21にて企画を進めていた『しましまとらのしまじろう』は旗艦が制作を担当することになり、これがデビュー作となる。一般向けアニメと並行して、アダルトアニメも制作していたが、1996年にはアダルトアニメ事業を切り離して分社化。関連会社として有限会社アームスを設立した。
2008年にぴえろのグループ会社となり、以後はぴえろからの全話グロス請けを中心に活動するようになった。同年9月に東京都中野区上鷺宮から練馬区へ移転。
2009年10月1日付で、株式会社ぴえろプラス（英: PIERROT PLUS Co.,Ltd.）に商号を変更した。アームスの代表取締役である清水修が社長を兼務し、草野は会長に異動。元請け作品ではstudioぴえろ+（スタジオぴえろプラス）のブランドを使用することがあるが、多くはぴえろプラスとクレジットされた。

### 子会社の整理～2度目の商号変更
2017年8月、元請作品が減少した子会社の有限会社アームスが株式会社コモンセンスに商号変更。アニメーション制作をぴえろプラスに集約し、事業縮小した。『一騎当千』シリーズは引き続きアームス名義で制作された。
2019年9月20日、株式会社スタジオ サインポスト（登記上は空白が入らない）に商号を変更。代表取締役にはぴえろで阿部記之監督作品などのプロデューサーを務めていた萩野賢が就任した。またこれに伴ってアームスの公式ホームページを閉鎖。株式会社コモンセンスは東京地方裁判所から特別清算開始決定を受け、2020年10月6日に法人格が消滅した。

## 作品履歴

### テレビアニメ
| 開始年 | 放送期間         | タイトル                               | 名義                       | 監督           | アニメーション プロデューサー  | 備考                                           |
| ------ | ---------------- | -------------------------------------- | -------------------------- | -------------- | ------------------------------ | ---------------------------------------------- |
| 1993年 | 12月 - 2008年3月 | しましまとらのしまじろう               | スタジオ旗艦               | 鳥海永行（総） | 鈴木正則 →栃平吉和 →野崎慎太郎 | アニメーション制作協力：アゼータ・ピクチャーズ |
| 1994年 | 4月 - 1995年3月  | カラオケ戦士マイク次郎                 | スタジオ旗艦               | 芝山努         | 栃平吉和                       | 制作協力：亜細亜堂                             |
| 1994年 | 4月 - 1995年3月  | 超くせになりそう                       | スタジオ旗艦               | えんどうてつや | 栃平吉和                       |                                                |
| 2008年 | 4月 - 2010年3月  | はっけん たいけん だいすき! しまじろう | スタジオ旗艦 →ぴえろプラス | しぎのあきら   | 野崎慎太郎                     |                                                |
| 2009年 | 10月 - 2010年3月 | テガミバチ                             | ぴえろプラス               | 岩永彰         | 清水修                         |                                                |
| 2010年 | 4月 - 2012年3月  | しまじろう ヘソカ                      | ぴえろプラス               | しぎのあきら   | 野崎慎太郎                     |                                                |
| 2010年 | 10月 - 2011年3月 | テガミバチ REVERSE                     | ぴえろプラス               | 岩永彰         | 清水修                         |                                                |
| 2011年 | 1月 - 2012年3月  | べるぜバブ                             | ぴえろプラス               | 高本宣弘       | 清水修                         |                                                |
| 2014年 | 7月 - 9月        | さばげぶっ!                            | ぴえろプラス               | 太田雅彦       | 小澤一由                       |                                                |
| 2015年 | 4月 - 6月        | レーカン!                              | ぴえろプラス               | 工藤昌史       | 越中おさむ 小澤一由            |                                                |
| 2016年 | 4月 - 6月        | 鬼斬                                   | ぴえろプラス               | 山本天志       | 千葉真悟                       |                                                |
| 2016年 | 6月 - 9月        | 不機嫌なモノノケ庵                     | ぴえろプラス               | 岩永彰         | 野崎慎太郎                     |                                                |
| 2018年 | 4月 - 6月        | 魔法少女 俺                            | ぴえろプラス               | 川崎逸朗       | 小澤一由 千葉真悟              |                                                |
| 2018年 | 7月 - 9月        | 深夜!天才バカボン                      | ぴえろプラス               | 細川徹         | 溝口僚我                       |                                                |
| 2019年 | 1月 - 3月        | 不機嫌なモノノケ庵 續                  | ぴえろプラス               | 川崎逸朗       | 清水修 千葉真悟                |                                                |
| 2019年 | 4月 - 6月        | 群青のマグメル                         | ぴえろプラス               | 伊達勇登       | 小澤一由                       |                                                |
| 2020年 | 1月 - 3月        | 織田シナモン信長                       | スタジオ サインポスト      | 髙橋英俊       | 千葉真悟                       |                                                |
| 2020年 | 4月 - 2021年10月 | キングダム（第3シリーズ）              | スタジオ サインポスト      | 今泉賢一       | 小越康之                       | 共同制作：ぴえろ                               |
| 2022年 | 4月 - 10月       | キングダム（第4シリーズ）              | スタジオ サインポスト      | 今泉賢一       | 小越康之                       | 共同制作：ぴえろ                               |
| 2023年 | 4月 - 7月        | 事情を知らない転校生がグイグイくる。   | スタジオ サインポスト      | 影山楙倫       | 清水修                         |                                                |
| 2024年 | 1月 - 3月        | キングダム（第5シリーズ）              | スタジオ サインポスト      | 今泉賢一       | 小越康之                       | 共同制作：ぴえろ                               |
| 2024年 | 10月 - 12月      | 妻、小学生になる。                     | スタジオ サインポスト      | 阿部記之       | 野崎慎太郎                     |                                                |

### 劇場アニメ
| 公開年 | タイトル                                     | 監督     | 備考                   |
| ------ | -------------------------------------------- | -------- | ---------------------- |
| 2002年 | しまじろうの大冒険 昆虫の国のおともだち      | 草川啓造 |                        |
| 2002年 | しまじろうと海賊船                           | 草川啓造 |                        |
| 2002年 | しまじろうとふしぎがもりのひみつ             | 草川啓造 |                        |
| 2003年 | しまじろうの星空大冒険〜ドーナツ星をさがせ〜 | N/A      | プラネタリウム上映作品 |

### OVA
| 発売年 | タイトル                                                  | 監督             | 備考                                 |
| ------ | --------------------------------------------------------- | ---------------- | ------------------------------------ |
| 1993年 | 淫獣学園3 La☆BlueGirl 色魔殺界の章                        | ふくもとかん     | 18禁                                 |
| 1993年 | 淫獣学園4 La☆BlueGirl 妖刀淫界の章                        | 柳風臨応         | 18禁                                 |
| 1994年 | ワイルド7                                                 | 江上潔           | 共同制作：アニメイトフィルム         |
| 1994年 | 臀撃おしおき娘ゴータマン ゴータマン誕生編                 | 鈴木行           | 18禁                                 |
| 1994年 | 臀撃おしおき娘ゴータマンR〜愛と悲しみのファイナル・バトル | 吉田ひろし       | 18禁                                 |
| 1994年 | 真・淫獣学園 La☆BlueGirl                                  | ふくもとかん     | 18禁                                 |
| 1994年 | 真・淫獣学園2 La☆BlueGirl                                 | 柳風臨応         | 18禁                                 |
| 1999年 | しましまとらのしまじろうの交通安全                        | 井上修           | 教育ビデオ                           |
| 2006年 | ひとりのときがあぶない! －ゆうかい・つれさりにあわない－  | N/A              | 教育ビデオ                           |
| 2006年 | 自分で自分を守る －ゆうかい・つれさりにあわない－         | N/A              | 教育ビデオ                           |
| 2008年 | ないしょのつぼみ                                          | しぎのあきら     |                                      |
| 2008年 | 絶対衝激 〜PLATONIC HEART〜                               | ふじもとよしたか |                                      |
| 2008年 | テガミバチ〜光と青の幻想夜話〜                            | 神戸守           | ジャンプスーパーアニメツアー上映作品 |
| 2011年 | ちいさなあなたへ〜Someday〜                               | 南家こうじ       |                                      |

### Webアニメ
- 師匠シリーズPV（2015年）

### 制作協力
| 年     | タイトル                                           | 名義         | 制作元請             | 備考                  |
| ------ | -------------------------------------------------- | ------------ | -------------------- | --------------------- |
| 2002年 | NARUTO -ナルト-                                    | スタジオ旗艦 | ぴえろ               | -2007年、各話制作協力 |
| 2003年 | 最遊記RELOAD                                       | スタジオ旗艦 | ぴえろ               | -2004年、各話制作協力 |
| 2004年 | 最遊記RELOAD GUNLOCK                               | スタジオ旗艦 | ぴえろ               | 各話制作協力          |
| 2004年 | BLEACH                                             | スタジオ旗艦 | ぴえろ               | -2011年、各話制作協力 |
| 2004年 | BECK                                               | スタジオ旗艦 | マッドハウス         | -2005年、各話制作協力 |
| 2005年 | 魔法少女リリカルなのはA's                          | スタジオ旗艦 | セブン・アークス     | 各話制作協力          |
| 2006年 | ひまわりっ!                                        | スタジオ旗艦 | アームス             | 制作協力              |
| 2007年 | ひまわりっ!!                                       | スタジオ旗艦 | アームス             | 各話制作協力          |
| 2007年 | デルトラクエスト                                   | スタジオ旗艦 | オー・エル・エム     | 各話制作協力          |
| 2007年 | NARUTO -ナルト- 疾風伝                             | スタジオ旗艦 | ぴえろ               | -2017年、各話制作協力 |
| 2008年 | BLUE DRAGON 天界の七竜                             | スタジオ旗艦 | ぴえろ               | 各話制作協力          |
| 2011年 | ちび☆デビ!                                         | ぴえろプラス | SynergySP            | 制作協力              |
| 2012年 | 緋色の欠片 第二章                                  | ぴえろプラス | スタジオディーン     | 各話制作協力          |
| 2012年 | 頭文字D fifth stage                                | ぴえろプラス | SynergySP            | 各話制作協力          |
| 2012年 | ROAD TO NINJA -NARUTO THE MOVIE-                   | ぴえろプラス | ぴえろ               | 制作協力              |
| 2013年 | ガッチャマン クラウズ                              | ぴえろプラス | タツノコプロ         | 各話制作協力          |
| 2013年 | ローゼンメイデン                                   | ぴえろプラス | スタジオディーン     | 各話制作協力          |
| 2013年 | ガイストクラッシャー                               | ぴえろプラス | ぴえろ               | -2014年、制作協力     |
| 2013年 | 勇者になれなかった俺はしぶしぶ就職を決意しました。 | ぴえろプラス | アスリード           | 各話制作協力          |
| 2016年 | ツキウタ。 THE ANIMATION                           | ぴえろプラス | ぴえろ               | 制作協力              |
| 2016年 | パズドラクロス                                     | ぴえろプラス | ぴえろ               | 各話制作協力          |
| 2017年 | コンビニカレシ                                     | ぴえろプラス | ぴえろ               | 制作協力              |
| 2017年 | DYNAMIC CHORD                                      | ぴえろプラス | ぴえろ               | 制作協力              |
| 2018年 | サンリオ男子                                       | ぴえろプラス | ぴえろ               | 制作協力              |
| 2018年 | 東京喰種トーキョーグール:re                        | ぴえろプラス | ぴえろ               | 制作協力              |
| 2019年 | ありふれた職業で世界最強                           | ぴえろプラス | アスリード WHITE FOX | 制作協力              |
| 2019年 | とある科学の一方通行                               | ぴえろプラス | J.C.STAFF            | 制作協力              |

### その他
- こどもちゃれんじシリーズ（映像教材）